# Corinna May
Corinna May (Corinna Meyer; Bremen, 6 de outubro de 1970) é uma cantora alemã. Corinna May foi a representante da Alemanha no Festival Eurovisão da Canção 2002.